# Octon (Wielka Brytania)
Octon – osada w Anglii, w hrabstwie East Riding of Yorkshire. Leży 42 km na północ od miasta Hull i 290 km na północ od Londynu.